# Quartet de corda núm. 23 (Mozart)
El Quartet de corda núm. 23 en fa major, K. 590, és una composició de Wolfgang Amadeus Mozart acabada el juny de 1790, a Viena. Es tracta del darrer d'una sèrie de tres quartets, coneguts com a Quartets prussians, dedicats al rei de Prússia Frederic Guillem II. És, a més, l'últim quartet de corda que va compondre. Mozart moriria al desembre de l'any següent, el 1791.
Consta de quatre moviments:
1. Allegro moderato, en fa major
2. Andante
3. Menuetto: Allegretto
4. Allegro, en fa major

El quartet fou compost per al rei de Prússia i dedicat a ell. Frederic Guillem II era un aficionat violoncel·lista. Està escrit en un estil similar als quartets de Joseph Haydn. El contacte amb el rei es produí quan Mozart i el seu amic el Príncep Lichnowsky es van reunir amb ell a Potsdam l'abril de 1789 i Mozart va poder tocar davant el rei a Berlín el 26 maig 1789.
Una interpretació típica dura uns 26 minuts.